# Herbert Gruber
Herbert Gruber, född 9 november 1942, är en österrikisk före detta bobåkare.
Gruber blev olympisk silvermedaljör i fyrmansbob vid vinterspelen 1968 i Grenoble.